# Forintos György (jogász)
Forintosházi Forintos György Kálmán József (Budapest, 1902. április 21. – Budapest, 1958. január 1.), jogász, az igazságügyi minisztérium osztályfőnöke, miniszteri tanácsos.

## Családja és származása
A Zala vármegyei nemesi forintosházi Forintos család leszármazottja. Apja forintosházi dr. Forintos Géza (1868-1954), jogász, a honvédelmi minisztérium tanácsosa, földbirtokos, anyja a polgári származású Starmeg Paulina (1863-1951) volt. Apai nagyszülei forintosházi Forintos Kálmán (1834-1903), zalamihályfai földbirtokos, és az osztrák nemesi származású liebingeni Schöen Johanna (1838-1921) voltak. Az apai nagynénje forintosházi Forintos Irma (1860-1916), akinek a férje pósfai Horváth János (1839–1923), a Magyar királyi állami gépgyárának az igazgatója, a Ferenc József-rend lovagja, földbirtokos. A másik apai nagynénje forintosházi Forintos Johanna (1869–1952), akinek a férje dr. Rozs István (1857–1942), orvos vezérőrnagy, a Ferenc József-rend lovagja.

## Élete
A veszprémi piarista Katolikus gimnáziumba járt. Alap tanulmányai után jogot hallgatott; a jogot a Budapesti Pázmány Péter királyi magyar tudomány egyetemen végezte. 1926. január 5-én a budapesti királyi ítélőtábla kerületében joggyakornokokká nevezte ki. Budapesten a Böszörményi út 8-as számú társasházban elhelyezkedett IV. emeleti 4 szobás lakásukban élt feleségével és két gyermekével együtt. Gyakran lejárt Zalamihályfára, a családi birtokára, a szüleit meglátogatni, amelynek a környékén sűrűn vadászott rokonaival és barátaival együtt. 1928-ban az igazságügyi minisztérium IV. ügyosztálynál a Büntetőjogi osztályban törvényszéki jegyző, 1929-ben törvényszéki titkár. 1930. december 5.-én az igazságügy-miniszter a törvényszéki orvosi vizsgálóbizottság jegyzői helyettesítő tisztséggel az igazságügy-miniszteriumban alkalmazott dr. Forintos György bírósági titkárt bízta meg. 1932-ben királyi ügyész. 1937-ben miniszteri titkár. 1940. december 30-án az igazságügy-miniszterium részéről minisztérium osztálytanácsossá nevezték ki. 1943. január 5.-én a Kormányzó dr. Forintos György osztálytanácsosnak a miniszteri tanácsosi címet adományozott.
Fia Forintos György az 1956-os szabadságharcba keveredett bele. Két hosszú éven keresztül kínos élet-halál per folyt ifjabb Forintos György ellen, amibe apja, idősebb Forintos György, végül belehalt: 1958. január 1.-én hunyt el súlyos gyomor betegségben. Közel egy évvel után, 1959. április 4.-én fia szabadult.

### Házassága és gyermekei

A boldogfai Farkas család címere.

1928. augusztus 7.-én Mihályfán, vette feleségül a tekintélyes zalai nemesi boldogfai Farkas család sarját, boldogfai Farkas Margit Klementina Erzsébet (Nova, Zala vármegye, 1905. június 30. – Budapest, 1990. december 1.) kisasszonyt, akinek a szülei boldogfai dr. Farkas István (1875–1921), jogász, a sümegi járás főszolgabírája és persai Persay Erzsébet Julianna (1885–1913) voltak. A házasságkötéskor a tanúk dr. Takács Jenő Sümegről, persai Persay Andor Nováról, és Fangler Béla Zalaegerszegről voltak. Az apai nagyszülei boldogfai Farkas Ferenc (1838–1908), Zala vármegye számvevője, pénzügyi számellenőre, földbirtokos, és a nemesnépi Marton családból való nemesnépi Marton Zsófia (1842–1900) voltak. Az anyai nagyszülei szülei persai Persay Gyula (1855–1924), gyógyszerész, vármegye bizottsági tag, Nova és Vidéke Takarékpénztár Részvénytársaság vezérigazgatója, földbirtokos és nemeskéri Kiss Erzsébet (1867–1888) voltak. A menyasszonynak az egyik fivére boldogfai Farkas Endre (1908–1994) vezérkari őrnagy, nagybirtokos volt. Forintos György és boldogfai Farkas Margit házasságából egy fiú- és egy leánygyermek született:
- forintosházi Forintos Margit (Budapest, 1931. június 13.–Budapest, 1989. augusztus 17.). Férje: Csák Tibor (Sátoraljaújhely, 1926. november 20.–Budapest, 1987. július 29.).[18]
- forintosházi Forintos György (Budapest, 1935. február 6. – Budapest, 2005. január 18.) , szociológus, magyar szabadságharcos az 1956-os forradalomban. Neje Bánlaki Sára.